# Albano Bizzarri
Albano Benjamín Bizzarri (Etruria, 9 novembre 1977) è un ex calciatore argentino, di ruolo portiere.
È soprannominato El Joven arquero, o anche El pichón o El flaco.

## Caratteristiche tecniche
Apprezzato per la forte personalità e il carattere da trascinatore, ha gran senso della posizione con buone doti nelle uscite da fuori ed è anche abile nel parare i rigori.

## Carriera

### Club

#### Gli inizi: Racing Avellaneda
Albano Bizzarri iniziò la sua carriera calcistica al Racing Avellaneda in Argentina, club in cui militò tra il 1995 e il 1999.

#### Gli anni in Spagna: Real Madrid, Real Valladolid e Gimnàstic
Nel 1999-2000 si trasferì in Spagna e precisamente al Real Madrid, club con cui debuttò nella Liga spagnola il 25 settembre del 1999 contro il Malaga. Partì con l'essere titolare delle merengues, ma tradì le aspettative e fu sostituito dall'allora debuttante Iker Casillas. Nello stesso anno vinse la Champions League, disputando cinque partite del torneo, tutte nella fase a gironi.
L'anno seguente passò al Real Valladolid, club con il quale ha giocato dal 2000 al 2006.
Per la stagione 2006-2007 giocò con il Gimnàstic, squadra neopromossa nella Liga, retrocedendo nello stesso anno, con la squadra di Tarragona collezionando 22 presenze e incassando 39 reti.

#### L'arrivo in Italia: Catania
Nel giugno 2007, a seguito della retrocessione nella seconda divisione della squadra di Tarragona, il portiere argentino è passato sotto le file del Catania che ha acquistato il giocatore a parametro zero come secondo del portiere napoletano Ciro Polito.
Nella stagione 2008-2009 viene scelto dal tecnico Walter Zenga come primo portiere della squadra, in luogo di Polito che viene relegato a terza scelta.
Raggiunta la matematica salvezza con la formazione catanese già nella partita casalinga contro la Sampdoria, vinta col risultato di 2-0 (quota 40 punti), l'estremo difensore argentino interrompe il rapporto con la società rossazzurra.

#### L'approdo alla Lazio
Una volta lasciata Catania, Bizzarri viene messo sotto contratto dalla Lazio, con la quale esordisce in gare ufficiali nel match di Europa League Lazio-Salisburgo (1-2). A Roma, nonostante indossi la maglia n. 1, è il secondo di Fernando Muslera nella stagione 2009-2010 e, complice anche un grave infortunio alla spalla che lo terrà fermo per alcuni mesi, viene relegato nell'annata successiva nel ruolo di terzo portiere a beneficio del compagno di reparto Tommaso Berni.
Nella stagione 2011-2012, con la partenza di Berni, l'estremo difensore argentino ha l'occasione di essere nuovamente promosso nel ruolo di secondo portiere.
Il 26 maggio 2013 vince la Coppa Italia 2012-2013 battendo in finale la Roma per 1-0.

#### Passaggio al Genoa
Dopo quattro stagioni in maglia biancazzurra, il 2 settembre 2013 firma per il Genoa. A Genova è il secondo portiere dietro il giovane Mattia Perin. Fa il suo esordio con la maglia rossoblù il 26 marzo 2014 in occasione della vittoria a Marassi per 2-0 proprio contro la sua ex squadra, la Lazio. Rimane questa la sua unica presenza stagionale.

#### Chievo
Il 28 agosto 2014 passa a titolo definitivo al Chievo Verona. Firmando un contratto biennale fino al 30 giugno 2016, sceglie la maglia numero 1. Fa il suo esordio con i clivensi il 2 novembre in occasione della partita contro il Sassuolo, nella quale non subisce goal. Da quella partita in poi sarà il titolare fisso della squadra, scavalcando così nelle gerarchie Bardi. Il 29 novembre contro la Lazio, sua ex squadra, gioca una bella partita con parate di alto livello. Il 21 dicembre gioca anche il suo primo Derby di Verona tenendo la propria porta imbattuta. Il 22 febbraio 2015 in casa dell'Empoli, subisce per la prima volta in campionato 3 goal in una sola partita. Dopo 406 minuti (418 con i recuperi) e 13 partite di imbattibilità, subisce l'unico gol della partita da Berardi, attaccante del Sassuolo, su calcio di rigore. Con 0,86 goal subiti a partita è al primo posto tra tutti i 14 portieri che hanno giocato nel Chievo in Serie A vantando anche la migliore percentuale tra i tiri ricevuti e le parate effettuate: 77%. Un dato che lo colloca davanti a De Sanctis (76%), Buffon (75%), Perin (74%) e Emiliano Viviano (73%).
In tutto colleziona 28 presenze con 24 gol subiti e l'11 giugno dello stesso anno prolunga il contratto con i clivensi fino al 2017. 

La stagione seguente si conferma titolare mettendo insieme in tutto 36 presenze con 44 gol subiti.

#### Pescara e Udinese
Il 1º luglio 2016 viene ufficializzata la rescissione del contratto con i veneti così da poter firmare con il Pescara.
Debutta con la maglia degli abruzzesi il 13 agosto 2016 nella partita di Coppa Italia Pescara-Frosinone (2-0). Gioca tutte le partite del campionato di serie A fino al mese di marzo 2017, poi da aprile il titolare diventa Vincenzo Fiorillo, e chiude il campionato con la retrocessione in serie B degli abruzzesi.
Il 24 giugno 2017 si lega con un annuale all'Udinese. Partito inizialmente dalla panchina, diventa titolare dalla sesta giornata nella partita persa in casa della Roma (3-1). Colleziona in tutto 32 presenze, ottenendo una sofferta salvezza.

#### Foggia e Perugia
Svincolatosi dall'Udinese, il 16 luglio 2018 firma per il Foggia, in Serie B. Gioca da titolare le prime 18 partite, poi finisce in panchina per fare spazio al giovane Noppert.
Il 31 gennaio 2019 passa in prestito al Perugia, in uno scambio con Nicola Leali. Con gli umbri chiude all'ottavo posto qualificandosi per i play-off promozione, pur non scendendo mai in campo. Con l'esclusione del club rossonero dai campionati professionistici, a fine stagione decide di ritirarsi.

### Nazionale
Nel giro della Nazionale argentina, Bizzarri viene chiamato dal CT argentino Marcelo Bielsa a far parte della spedizione che partecipa alla Copa América 1999 come riserva di Germán Burgos.

## Statistiche

### Presenze e reti nei club
| Stagione                 | Squadra                  | Campionato      | Campionato | Campionato | Coppa nazionale | Coppa nazionale | Coppa nazionale | Coppe continentali | Coppe continentali | Coppe continentali | Altre coppe | Altre coppe | Altre coppe | Totale | Totale |
| Stagione                 | Squadra                  | Comp            | Pres       | Reti       | Comp            | Pres            | Reti            | Comp               | Pres               | Reti               | Comp        | Pres        | Reti        | Pres   | Reti   |
| ------------------------ | ------------------------ | --------------- | ---------- | ---------- | --------------- | --------------- | --------------- | ------------------ | ------------------ | ------------------ | ----------- | ----------- | ----------- | ------ | ------ |
| 1995-1996                | Racing Avellaneda        | PD              | 3          | -5         | -               | -               | -               | -                  | -                  | -                  | -           | -           | -           | 3      | -5     |
| 1996-1997                | Racing Avellaneda        | PD              | 9          | -12        | -               | -               | -               | -                  | -                  | -                  | -           | -           | -           | 9      | -12    |
| 1997-1998                | Racing Avellaneda        | PD              | 16         | -14        | -               | -               | -               | -                  | -                  | -                  | -           | -           | -           | 16     | -14    |
| 1998-gen. 1999           | Racing Avellaneda        | PD              | 0          | 0          | -               | -               | -               | CM                 | 8                  | -6                 | -           | -           | -           | 8      | -6     |
| Totale Racing Avellaneda | Totale Racing Avellaneda |                 | 28         | -31        |                 | -               | -               |                    | 8                  | -6                 |             | -           | -           | 36     | -37    |
| gen.-giu. 1999           | Real Madrid              | PD              | 0          | 0          | CS              | 0               | 0               | UCL                | 0                  | 0                  | SU+CInt     | -           | -           | 0      | 0      |
| 1999-2000                | Real Madrid              | PD              | 7          | -14        | CS              | 0               | 0               | UCL                | 4                  | -2                 | Cmc         | 1           | -1          | 12     | -17    |
| Totale Real Madrid       | Totale Real Madrid       |                 | 7          | -14        |                 | 0               | 0               |                    | 4                  | -2                 |             | 1           | -1          | 12     | -17    |
| 2000-2001                | Real Valladolid          | PD              | 26         | -37        | CR              | 2               | -2              | -                  | -                  | -                  | -           | -           | -           | 28     | -39    |
| 2001-2002                | Real Valladolid          | PD              | 0          | 0          | CR              | 6               | -6              | -                  | -                  | -                  | -           | -           | -           | 6      | -6     |
| 2002-2003                | Real Valladolid          | PD              | 38         | -40        | CR              | 4               | -8              | -                  | -                  | -                  | -           | -           | -           | 42     | -48    |
| 2003-2004                | Real Valladolid          | PD              | 38         | -53        | CR              | 2               | -1              | -                  | -                  | -                  | -           | -           | -           | 40     | -54    |
| 2004-2005                | Real Valladolid          | SD              | 39         | -53        | CR              | 5               | -5              | -                  | -                  | -                  | -           | -           | -           | 44     | -58    |
| 2005-2006                | Real Valladolid          | SD              | 33         | -18        | CR              | 1               | -1              | -                  | -                  | -                  | -           | -           | -           | 34     | -19    |
| Totale Real Valladolid   | Totale Real Valladolid   |                 | 174        | -201       |                 | 20              | -23             |                    | -                  | -                  |             | -           | -           | 194    | -224   |
| 2006-2007                | Gimnàstic                | PD              | 22         | -39        | CR              | 2               | -4              | -                  | -                  | -                  | -           | -           | -           | 24     | -43    |
| 2007-2008                | Catania                  | A               | 7          | -10        | CI              | 5               | -7              | -                  | -                  | -                  | -           | -           | -           | 12     | -17    |
| 2008-2009                | Catania                  | A               | 32         | -37        | CI              | 2               | -4              | -                  | -                  | -                  | -           | -           | -           | 34     | -41    |
| Totale Catania           | Totale Catania           |                 | 39         | -47        |                 | 7               | -11             |                    | -                  | -                  |             | -           | -           | 46     | -58    |
| 2009-2010                | Lazio                    | A               | 0          | 0          | CI              | 0               | 0               | UEL                | 4                  | -7                 | SI          | 0           | 0           | 4      | -7     |
| 2010-2011                | Lazio                    | A               | 0          | 0          | CI              | 0               | 0               | -                  | -                  | -                  | -           | -           | -           | 0      | 0      |
| 2011-2012                | Lazio                    | A               | 7          | -8         | CI              | 1               | -2              | UEL                | 3                  | -2                 | -           | -           | -           | 11     | -12    |
| 2012-2013                | Lazio                    | A               | 5          | -10        | CI              | 1               | 0               | UEL                | 5                  | -4                 | -           | -           | -           | 11     | -14    |
| Totale Lazio             | Totale Lazio             | Totale Lazio    | 12         | -18        |                 | 2               | -2              |                    | 12                 | -13                |             | -           | -           | 26     | -33    |
| 2013-2014                | Genoa                    | A               | 1          | 0          | CI              | 0               | 0               | -                  | -                  | -                  | -           | -           | -           | 1      | 0      |
| 2014-2015                | Chievo                   | A               | 28         | -24        | CI              | 0               | 0               | -                  | -                  | -                  | -           | -           | -           | 28     | -24    |
| 2015-2016                | Chievo                   | A               | 35         | -43        | CI              | 1               | -1              | -                  | -                  | -                  | -           | -           | -           | 36     | -44    |
| Totale Chievo            | Totale Chievo            | Totale Chievo   | 63         | -67        |                 | 1               | -1              |                    | -                  | -                  |             | -           | -           | 64     | -68    |
| 2016-2017                | Pescara                  | A               | 29         | -68        | CI              | 1               | 0               | -                  | -                  | -                  | -           | -           | -           | 30     | -68    |
| 2017-2018                | Udinese                  | A               | 32         | -52        | CI              | 0               | 0               | -                  | -                  | -                  | -           | -           | -           | 32     | -52    |
| 2018-gen. 2019           | Foggia                   | B               | 17         | -29        | CI              | 1               | -3              | -                  | -                  | -                  | -           | -           | -           | 18     | -32    |
| gen.-giu. 2019           | Perugia                  | B               | 0          | 0          | CI              | 0               | 0               | -                  | -                  | -                  | -           | -           | -           | 0      | 0      |
| Totale carriera          | Totale carriera          | Totale carriera | 424        | -557       |                 | 36              | -47             |                    | 25                 | -22                |             | 1           | -1          | 486    | -627   |

## Palmarès

### Club

#### Competizioni nazionali
- Supercoppa italiana: 1

Lazio: 2009
- Coppa Italia: 1

Lazio: 2012-2013

#### Competizioni internazionali
- UEFA Champions League: 1

Real Madrid: 1999-2000